# Sainte-Hélène, Gironde
Sainte-Hélène är en kommun i departementet Gironde i regionen Nouvelle-Aquitaine i sydvästra Frankrike. Kommunen ligger i kantonen Castelnau-de-Médoc som tillhör arrondissementet Lesparre-Médoc. År 2022 hade Sainte-Hélène 3 068 invånare.

## Befolkningsutveckling
Antalet invånare i kommunen Sainte-Hélène
Referens:INSEE